# 巴尔伯维尔
巴尔伯维尔（法語：Barbeville，法語發音：[baʁbəvil] ⓘ）是法国卡尔瓦多斯省的一个市镇，属于巴约区。

## 地理
巴尔伯维尔（49°16'29"N, 0°44'57"W）面积3.47 平方千米，位于法国诺曼底大区卡爾瓦多斯省，该省份为法国西北部沿海省份，北濒大西洋英吉利海峡，东北与滨海塞纳省以海上边界相接，东临厄尔省，南至奧恩省，西与芒什省接壤。
与巴尔伯维尔接壤的市镇（或旧市镇、城区）包括：科坦、屈西、朗希、圣卢奥尔、沃塞勒。
巴尔伯维尔的时区为UTC+01:00、UTC+02:00（夏令时）。

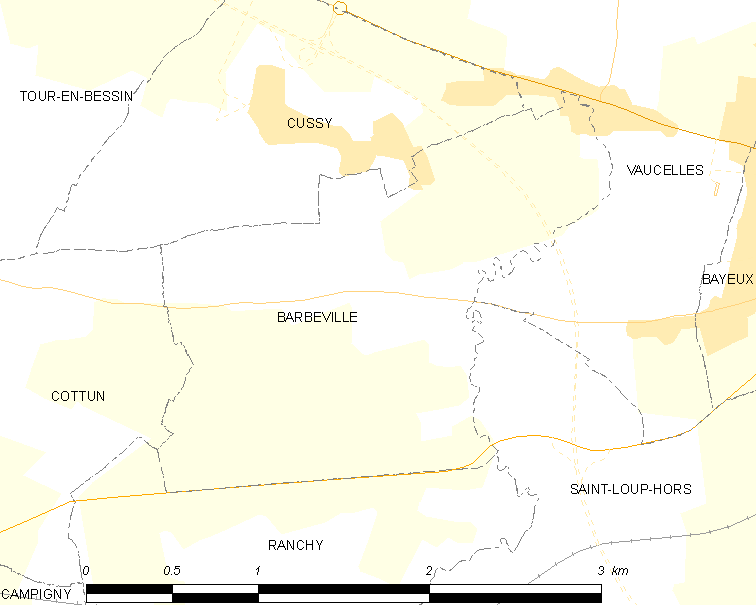
巴尔伯维尔的OSM定位图

## 行政
巴尔伯维尔的邮政编码为14400，INSEE市镇编码为14040。

## 政治
巴尔伯维尔所属的省级选区为巴约县。

## 人口

1962-2008年间巴尔伯维尔人口变化图示

巴尔伯维尔于2022年1月1日时的人口数量为228人。